# Antoni Błaz
Antoni Błaz – poseł do Sejmu Krajowego Galicji I kadencji (1861–1863), włościanin z Orzechówki w powiecie Brzozów.
Wybrany w IV kurii obwodu Sanok, z okręgu wyborczego Dubiecko-Brzozów. Jego wybór unieważniono na sesji w 1863, na jego miejsce wybrano księdza Wojciecha Stępka, wybór został unieważniony, ale w kolejnych wyborach wybrano ponownie ks. Stępka.